# Comuna Sveti Andraž v Slovenskih goricah
Sveti Andraž v Slovenskih goricah (Občina Sveti Andraž v Slovenskih goricah) este o comună din Slovenia, cu o populație de 1.209 locuitori (2002).

## Localități
Drbetinci, Gibina, Hvaletinci, Novinci, Rjavci, Slavšina, Vitomarci